# Наследственное пэрство
Наследственное пэрство в Соединённом королевстве Великобритании и Северной Ирландии — система возведения подданных в дворянство пэрского достоинства, чей титул может быть унаследован, в отличие от пожизненного пэрства.
Наследственные пэры являются частью британского пэрства. По состоянию на август 2025 года насчитывается 800 наследственных пэров: 30 герцогов (включая шесть герцогов королевских кровей), 34 маркиза, 189 графов, 108 виконтов и 439 баронов (не считая вспомогательных титулов).
В результате принятия Закона о пэрах 1963 года все пэры, за исключением пэров Ирландии, получили право заседать в Палате лордов. С момента вступления в силу Закона о Палате лордов 1999 года только 92 наследственных пэра, избранных всеми наследственными пэрами и из их числа, имеют право это делать, если только они не являются также пожизненными пэрами. Пэры вызываются в Палату лордов предписанием о вызове в палату лордов.
Не все наследственные титулы являются титулами пэров. Например, баронеты и баронетессы могут передавать свои титулы, но они не являются пэрами. И наоборот, обладатель ненаследственного титула может принадлежать к пэрству, как и пожизненные пэры. Пэрство может быть создано посредством патентных грамот, но предоставление новых наследственных пэрств в значительной степени сократилось; с 1965 года было создано всего семь наследственных пэрств, четыре из них для членов британской королевской семьи. Последнее предоставление наследственного пэрства было в 2019 году младшему сыну Елизаветы II, принцу Эдуарду, который был создан графом Форфаром; последнее предоставление наследственного пэрства лицу некоролевского происхождения было в 1984 году бывшему премьер-министру Гарольду Макмиллану, который был создан графом Стоктоном с вспомогательным титулом виконта Макмиллана.